# Lili Fontelli

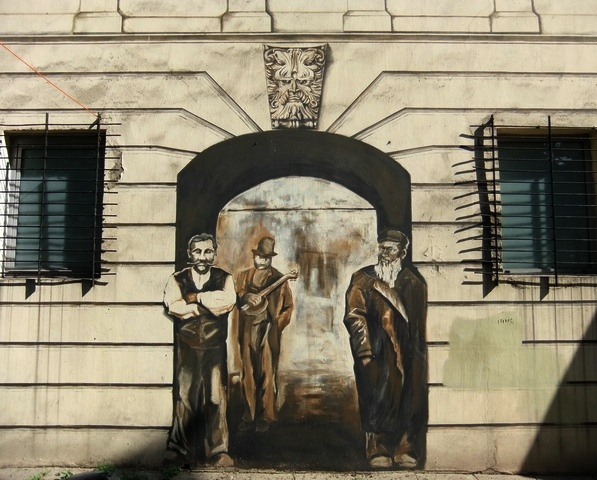
Lili Fontelli (pośrodku) na fresku przy ulicy Piotrkowskiej

Lili Fontelli (wł. Henryk Trajdos) – uliczny grajek mieszkający w Łodzi, znany ze swoich występów na ulicy Piotrkowskiej w latach 50. XX w. Zawsze przedstawiał się swoim pseudonimem. 

## Życiorys
Znany był ze swoich regularnych występów na ulicy Piotrkowskiej, podczas których głośno i fałszywie śpiewał, a niekiedy próbował także grać na mandolinie. W późniejszym okresie również podczas przerw w meczach na stadionie ŁKS-u oraz zakłócania występów orkiestr na szkolnych zabawach tanecznych. Poza ekstrawaganckim zachowaniem i fałszywym oraz donośnym śpiewem uwagę zwracał ubiór Fontelliego, który często składał się z niekonwencjonalnych elementów, jak np. paląca się świeca na cylindrze, który Fontelli rzekomo miał założyć w czasie wykonywania utworu Ach jak przyjemnie.
Wiadome jest, że mieszkał przy ul. Zarzewskiej 2 wraz z matką.

## Pseudonim
Nazwisko Lilli Fontelli pojawia się w polskim filmie Zapomniana melodia z 1938 – jest to postać kobieca, którą w filmie gra aktorka Alina Żeliska. Nie jest jednak znany powód, czemu Henryk przybrał taki pseudonim. 

## Upamiętnienie
Postać Fontelliego widnieje na fresku „Łódź w pigułce” przy ulicy Piotrkowskiej. Uliczny śpiewak został namalowany w bramie, pomiędzy sylwetkami typowego łódzkiego tkacza z XIX i XX wieku oraz anonimowego łódzkiego Żyda.